# Maja Ognjenović
Maja Ognjenović (Zrenjanin, 6 agosto 1984) è una pallavolista serba, palleggiatrice della Savino Del Bene.

## Carriera

### Club
Maja Ognjenović inizia la sua carriera da pallavolista professionista nella stagione 2002-03 con il Poštar, nella Prva liga serbo-montenegrina. Nella stagione seguente passa alla Stella Rossa, con la quale resta legata per tre anni, vincendo uno scudetto. Nel campionato 2006-08 si trasferisce in Romania tra le file del Metal Galați, in Divizia A1, conquistando due scudetti consecutivi.
Nella stagione 2008-09 si trasferisce in Italia, giocando tra le file della Giannino Pieralisi di Jesi, in Serie A1, con la quale conquista la Challenge Cup, ma già nell'annata seguente approda al club turco dell'Eczacıbaşı, in Voleybol 1. Ligi. Emigra quindi in Grecia per vestire la maglia dell'Olympiakos, in A1 Ethnikī nel campionato 2010-11, conquistando la Coppa di Grecia. Nel corso del campionato seguente, precisamente nel gennaio 2012, dopo un periodo di inattività a livello di club, viene ingaggiata dall'Universal Modena, ancora nella massima divisione italiana.
Nella stagione 2012-13 passa al club polacco dell'Impel di Breslavia, mentre nella stagione seguente viene ingaggiata dalla neopromossa Chemik Police, vincendo due scudetti consecutivi, la Coppa di Polonia 2013-14 ed una Supercoppa polacca. Ritorna in Italia nel campionato 2015-16, vestendo la maglia del River di Piacenza, in Serie A1, mentre nel campionato successivo ritorna all'Eczacıbaşı, in Sultanlar Ligi, aggiudicandosi il campionato mondiale per club 2016 e la Coppa CEV 2017-18.
Per l'annata 2018-19 si trasferisce nella Superliga russa, che disputa la Dinamo Mosca aggiudicandosi la Supercoppa russa 2018, pur non essendo a referto per problemi di salute, la coppa nazionale e lo scudetto. La stagione seguente fa nuovamente ritorno nel massimo campionato turco, ingaggiata stavolta dal VakıfBank, con cui, nell'annata 2020-21, vince la Coppa di Turchia e lo scudetto, venendo premiata come miglior palleggiatrice. Nella stagione 2021-22 difende i colori dell'Eczacıbaşı, sempre in Sultanlar Ligi, conquistando una Coppa CEV, dove è premiata come MVP.
Nel campionato 2023-24 torna nella massima divisione italiana, indossando questa volta la casacca della Savino Del Bene.

### Nazionale
Nel 2005 entra a far parte della nazionale della Serbia e Montenegro, con cui vince la medaglia di bronzo al campionato mondiale 2006.
Nel 2007, dopo la divisione del Montenegro, entra a far parte della nazionale serba raggiungendo la finale al campionato europeo; un anno dopo partecipa invece ai Giochi della XXIX Olimpiade di Pechino. Nel 2010 vince la medaglia d'oro all'European League, venendo anche premiata come migliore palleggiatrice, successo e premio bissato anche nell'edizione successiva del torneo.
Nel 2011 si aggiudica la medaglia di bronzo al World Grand Prix e la medaglia d'oro al campionato europeo, dove viene insignita del premio come miglior palleggiatrice. In seguito vince la medaglia di bronzo all'European League 2012 e al World Grand Prix 2013; partecipa inoltre ai Giochi della XXX Olimpiade di Londra. Nel 2015 conquista l'argento alla Coppa del Mondo e il bronzo al campionato europeo.
Tra il 2016 e il 2019 attraversa il periodo più felice della sua carriera in nazionale: partecipa Giochi della XXXI Olimpiade di Rio de Janeiro, dove vince la medaglia d'argento, poi conquista quella d'oro al campionato mondiale 2018 e al campionato europeo 2019.
Nel 2021 conquista la medaglia di bronzo ai Giochi della XXXII Olimpiade di Tokyo e quella d'argento al campionato europeo, bissata nell'edizione 2023. Nel 2024, dopo l'eliminazione della Serbia ai quarti di finale dei Giochi della XXXIII Olimpiade di Parigi e l'esperienza da portabandiera, annuncia il suo ritiro dalla nazionale.

## Palmarès

### Club
- Campionato serbo-montenegrino: 1

2003-04
- Campionato rumeno: 2

2006-07, 2007-08
- Campionato polacco: 1

2013-14, 2014-15
- Campionato russo: 1

2018-19
- Campionato turco: 1

2020-21
- Coppa di Grecia: 1

2010-11
- Coppa di Polonia: 1

2013-14
- Coppa di Russia: 1

2018
- Coppa di Turchia: 1

2020-21
- Supercoppa polacca: 1

2014
- Supercoppa russa: 1

2018
- Campionato mondiale per club: 1

2016
- Coppa CEV: 2

2017-18, 2021-22
- Challenge Cup: 1

2008-09

### Nazionale (competizioni minori)
- Trofeo Valle d'Aosta 2005
- Universiade 2009
- European League 2010
- European League 2011
- European League 2012

### Premi individuali
- 2007 - Campionato europeo: Miglior palleggiatrice
- 2009 - Challenge Cup: Miglior palleggiatrice
- 2010 - European League: Miglior palleggiatrice
- 2011 - European League: Miglior palleggiatrice
- 2011 - Campionato europeo: Miglior palleggiatrice
- 2012 - European League: Miglior palleggiatrice
- 2014 - Coppa di Polonia: Miglior palleggiatrice
- 2015 - Champions League: Miglior palleggiatrice
- 2015 - Campionato europeo: Miglior palleggiatrice
- 2019 - Campionato europeo: Miglior palleggiatrice
- 2021 - Sultanlar Ligi: Miglior palleggiatrice
- 2022 - Coppa CEV: MVP